# Penny board
Penny board vrsta je malog i plastičnog skateboarda različitih boja i dizajna. Lagani su jer se izrađuju od plastike. Penny Skateboards, tvrtka zaslužna za popularizaciju penny boarda, promovira bosonogu vožnju na penny boardovima.

## Povijest
Plastične skateboarde smislio je Larry Stevenson, bivši spasioc iz Los Angelesa, 1973. godine za svoj skateboard brend Makaha. U devedestim godina pojavilo se više brenda plastičnih skateboarda - Stereo Skateboards, Krooked Skateboards, Globe i drugi.
Ben Mackay iz Australije preradio je penny board i 2011. godine stvorio brend Penny Skateboards koji je u manje od jedne godine postao vrlo uspješan. Mackaya je potaknuo na ideju o osmišljanju penny boarda njegov stari plastični skateboard. Prije nego što se bavio proizvodnjom i prodajom skateboarda, Mackay je bio postolar. Osim plastičnih, Penny Skateboards proizvodi i okolišu prihvatljive penny boarde - Penny Organic.

## Komponente

### Mostovi
Mostovi (eng. trucks) povezuju kotače s daskom penny boarda. Većinom su izrađeni od aluminija. Sastoje se od dva dijela - baze pričvršćene na dasku i nosača kroz koji prolazi osovina. Između baze i nosača nalaze umetci najčešće od gume. Ti umetci služe za lakše skretanje.

### Kotači
Kotači penny boarda izrađeni su od poliuterana s plastičnom ili aluminijskom sredinom. Najčešće dimenzije kotača penny boarda su 40 mm i 59 mm u promjeru. Tvrdoća kotača jedan je od važnih elemenata. Što su kotači tvrđi to će se penny board brže kretati.

### Daska
Daska je glavni element penny boarda. Pojavljuje se u različitim oblicima i bojama. Daska penny boarda izrađena je od plastike koja je fleksibilna, a zbog izdržljivosti mogu se izvoditi razni trikovi bez oštećenja na dasci.

## Vanjske poveznice
- Penny Skateboards službena stranica